# Skövde
Skövde  è una città della Svezia nella provincia di Västergötland. Ha una popolazione, secondo le statistiche del 2005, di 33 119 abitanti. La popolazione nell'area urbana municipale ammonta a circa 51 000 unità.

## Educazione
Nella città è presente un'università con 8.000 studenti e sei facoltà.

## Amministrazione

### Gemellaggi
Skövde è gemellata con queste città:
- Kuressaare